# Хубјери (Ново Горажде)
Хубјери су насељено мјесто у општини Ново Горажде, Република Српска, БиХ. Према попису становништва из 2013. у насељу је живјело 78 становника.

## Становништво
| Демографија | Демографија | Демографија |
| Година      | Становника  | Становника  |
| ----------- | ----------- | ----------- |
| 1971.       | 191         |             |
| 1981.       | 249         |             |
| 1991.       | 221         |             |
| 2013.       | 78          |             |